# Mimoides microdamas
Mimoides microdamas is een vlinder uit de onderfamilie Papilioninae van de familie van de pages. De wetenschappelijke naam van de soort is, als Papilio microdamas, voor het eerst geldig gepubliceerd in 1878 door Hermann Burmeister. De combinatie in Mimoides werd in 1991 gemaakt door K.S. Brown.